# فرشاد بيوس
فرشاد بيوس، من مواليد 12 يناير 1962 في طهران في إيران، لاعب كرة قدم إيراني سابق.
بدأ مسيرته الكروية مع نادي شاهين، وبعدها انتقل إلى نادي راه أهان، وبعدها انتقل إلى نادي بيروي هافيئي، وفي عام 1982 انتقل إلى نادي بيروسبيلوس، ولعب معهم حتى عام 1988، وفي موسم 1988/1989 انتقل إلى نادي الأهلي القطري، وفي عام 1990 انتقل إلى نادي بيروسبيلوس، ولعب معهم حتى عام 1996.
و قد لعب مع منتخب إيران لكرة القدم في 1984 وحتى عام 1994، وشارك معهم في 34 مباراة وسجل 19 هدف.